# 747 Wing House
Pour les articles homonymes, voir 747, Wing et House.
747 Wing House (Maison Aile d'avion 747, en anglais) est une maison design d'exception, de style mouvement moderne, architecture organique, architecture écologique, et architecture californienne moderne, construite en 2011 par l'architecte américain David Randall Hertz (en), sur le monts Santa Monica du Grand Los Angeles en Californie aux États-Unis,.

## Historique
Cette maison d'exception est construite sur une propriété de 22 hectares au sommet d'une crête du monts Santa Monica du comté de Ventura, à proximité de l'U.S. Route 66, au nord-ouest de Malibu et de l'océan Pacifique, dans le Grand Los Angeles en Californie. 

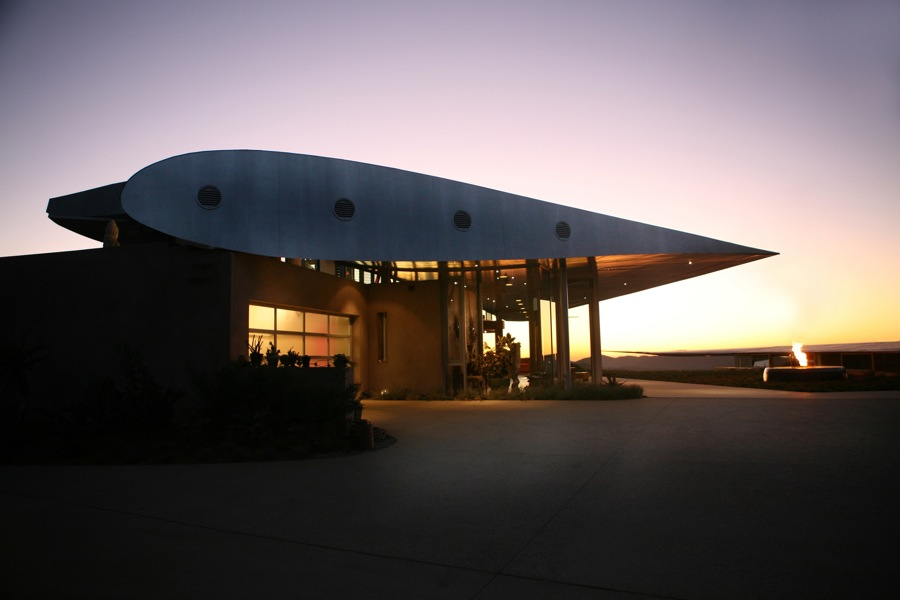
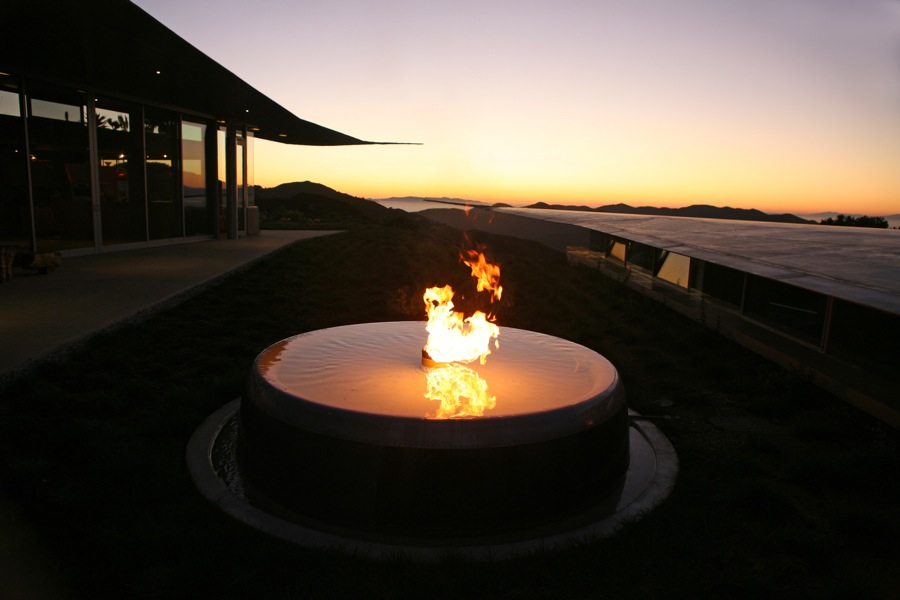
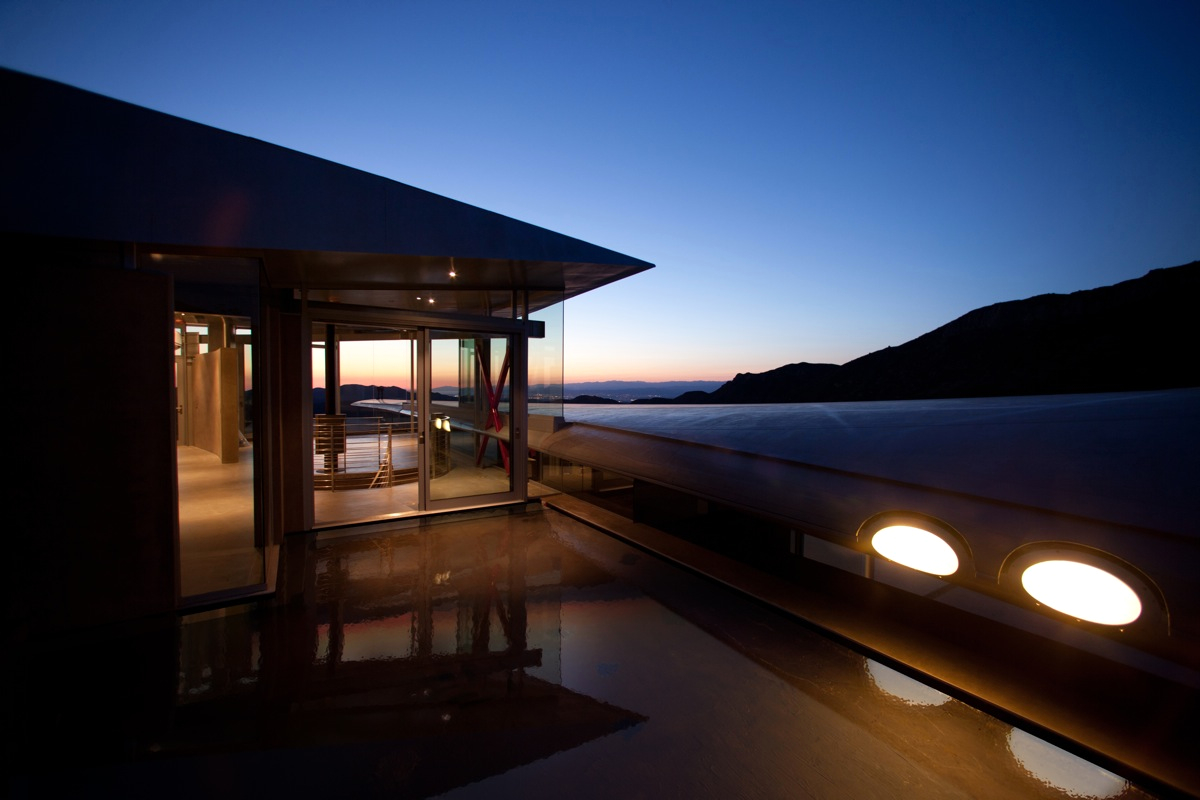
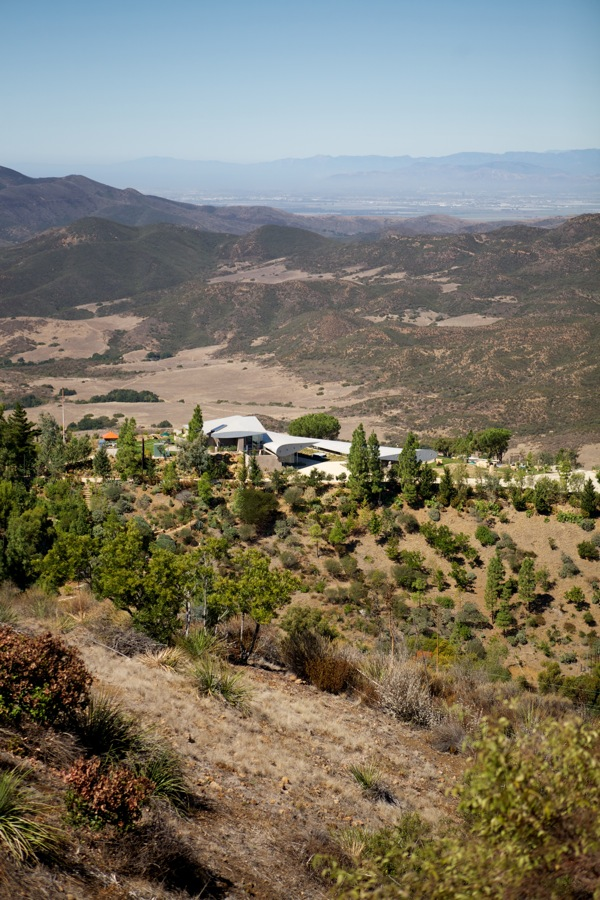

David Hertz est diplômé du Southern California Institute of Architecture (en) de Los Angeles, puis disciple des architectes John Lautner et Frank Gehry, avant de fonder son bureau d'architecte de Los Angeles en 1983, spécialisé dans les matériaux de construction écologiques recyclés.

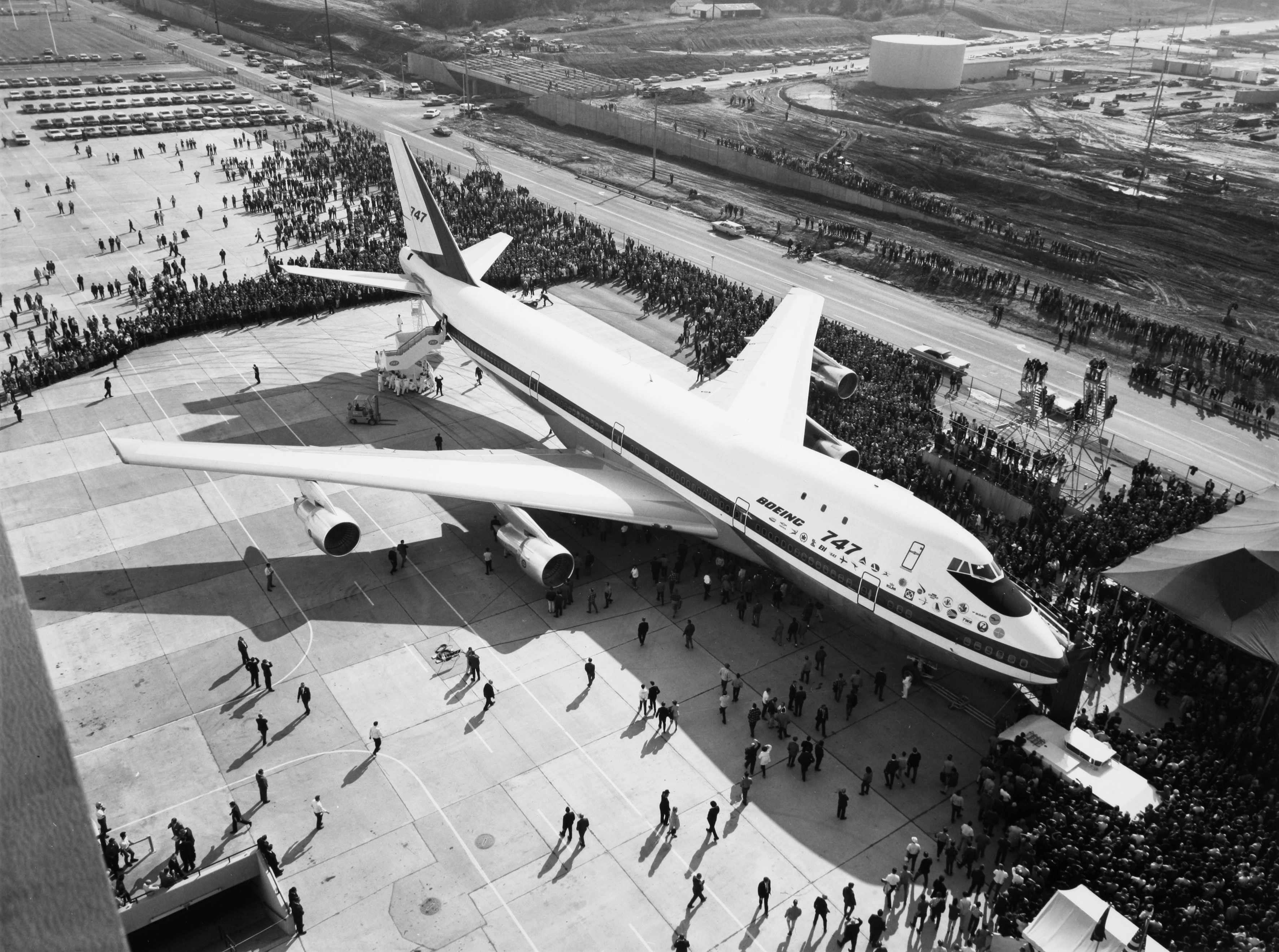
Prototype du premier Boeing 747 de 1968

Il construit cette vaste demeure au design néo-rétro-futuriste, constituée de plusieurs bâtiments de style architecture californienne moderne, en béton, acier, aluminium, et verre, à base de matériaux recyclés d'un Boeing 747 TWA de 1970,, réformé en 1992, et entièrement démantelé, transporté par hélicoptère Boeing CH-47 Chinook, et recyclé pour la construction de cette maison. 
Les toitures sont constituées des ailes et empennages, et le restant du fuselage est utilisé dans la construction,, avec terrasse, piscine, et fontaine fabriquée à partir d'un capot de moteur à réaction... 